# 387 هـ
387 هـ هي سنة في التقويم الهجري امتدت مقابلةً في التقويم الميلادي بين سنتي 997 و998.

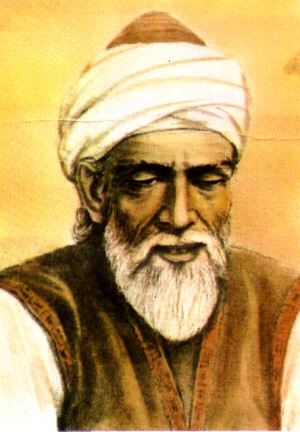
أبو الوفاء البوزجاني

## مواليد
- أبو نصر الزينبي
- ابن وافد

## وفيات
- أبو الوفاء البوزجاني
- ابن بطة العكبري
- محمد بن أحمد الخوارزمي
- أبو الوفا البوزجاني
- الحسن بن زولاق
- سُبُكْتِكِيْن